# Marszewo (Kętrzyn)
Marszewo (deutsch Moritzhof) ist ein Ort in der polnischen Woiwodschaft Ermland-Masuren. Er gehört zur Gmina Kętrzyn (Landgemeinde Rastenburg) im Powiat Kętrzyński (Kreis Rastenburg).

## Geographische Lage
Marszewo liegt in der nördlichen Mitte der Woiwodschaft Ermland-Masuren, drei Kilometer nordwestlich der Stadt Kętrzyn (deutsch Rastenburg).

## Geschichte
Moritzhof bestand ursprünglich lediglich aus einem großen Hof, der noch bis Oktober 1871 „Abbau Thiel“ hieß und danach längere Zeit „Moritzhoff“ genannt wurde. Mit 25 Einwohnern im Jahre 1855 und 55 Einwohnern im Jahre 1905 war Moritzhof bis 1945 ein Wohnplatz innerhalb der Gemeinde Groß Neuhof (polnisch Biedaszki) im ostpreußischen Kreis Rastenburg.
Mit der Abtretung des gesamten südlichen Ostpreußen kam Moritzhof 1945 in Kriegsfolge zu Polen. Der kleine Ort erhielt die polnische Namensform „Marszewo“ und ist heute Teil der Landgemeinde Kętrzyn (Rastenburg) im Powiat Kętrzyński (Kreis Rastenburg), von 1975 bis 1998 der Woiwodschaft Olsztyn, seither der Woiwodschaft Ermland-Masuren zugehörig.

## Kirche
Bis 1945 war Moritzhof in die evangelische Pfarrkirche Rastenburg in der Kirchenprovinz Ostpreußen der Kirche der Altpreußischen Union, außerdem in die römisch-katholische Kirche St. Katharinen Rastenburg im Bistum Ermland eingepfarrt.
Heute gehört Marszewo katholischerseits auch zur Stadt Kętrzyn, die seit 1992 dem Erzbistum Ermland zugeordnet ist. Evangelischerseits orientieren sich die Einwohner zur Johanneskirche Kętzryn innerhalb der Diözese Masuren der Evangelisch-Augsburgischen Kirche in Polen.

## Verkehr
Marszewo ist von der polnischen Woiwodschaftsstraße 592 (einstige deutsche Reichsstraße 135) bei Gnatowo (Rastenburgswiese) sowie von der Woiwodschaftsstraße 591 bei Biedaszki (Groß Neuhof) auf jeweils direktem Wege zu erreichen. Eine Anbindung an den Bahnverkehr besteht nicht.